# Messerschmitt Bf 109
Messerschmitt Bf 109 er et tysk 1-motors jagerfly, designet i starten af 1930'erne af Wilhelm Emil "Willy" Messerschmitt som et "enkeltsædet kurérfly" (læs jagerfly). Flyet kaldes også ofte Me 109. 'Bf' betyder Bayerischen Flugzeugwerken ((tysk): Bajerske flyfabrikker). Prototypen fløj i 1935 med en Rolls-Royce Kestrelmotor, da den tiltænkte Junkers Jumo 210-motor ikke var klar.
Bf 109 var Luftwaffe's primære jagerfly under 2. verdenskrig, hvor det bl.a. i 1940 deltog "Slaget om England". Under dette slag viste det sig dog at Bf 109'ernes begrænsede rækkevidde skulle blive et stort problem for Luftwaffe, da Bf 109 kun havde brændstof til ca. 30 minutters kamp over England.
En alvorlig hæmsko var de tætstillede landingshjul som gjorde flyet uhyre vanskeligt at lande. Det betød uforholdsvis mange havarier og dødsfald blandt både erfarne og uerfarne piloter. En begrænsning som især blev synlig da det tyske hangarskib var så langt i sin færdiggørelse at man var nødt til at finde egnede jagerfly til skibet og piloter.
Flyet blev produceret i over 35.000 eksemplarer. Efter 1942 blev flyet suppleret af Focke-Wulf Fw 190.
Igennem hele krigen fik Bf 109-piloterne skudt ca. 15.000 allierede fly ned

## Modeller
- Bf 109 A (Anton) — aflyst.
- Bf 109 B (Bruno) — Brugt af Luftwaffe i den Spanske Borgerkrig.
- Bf 109 C (Cäsar) — Produceret i få eksemplarer
- Bf 109 D (Dora) — 235 stk. ved 2. verdenskrigs begyndelse.
- Bf 109 E (Emil) — Et af de bedste jagerfly i første halvdel af 2. verdenskrig.
- Bf 109 F (Friedrich) — Hybrid mellem Emil og Gustav, mindre produktion.
- Bf 109 G (Gustav) — Allround jagerfly der kunne produceres i større antal, i mange versioner.
- Bf 109 H (Höhenjäger) — Jagerfly til brug i stor højde med stort vingefang. Få eksemplarer.
- Bf 109 K (Kurfürst) — Standardiseret jagerfly fra oktober 1944.
- Bf 109 T (Träger) — Maritim udgave til hangarskibet Graf Zeppelin. Da hangarskibet blev aflyst, blev flyene overført til Luftwaffe i Norge.
- Bf 109 Z (Zwilling) — To Bf 109 F flystel bygget sammen for længere rækkevidde, opgivet.

## Brugere
- tekn.; Teknologioverførsel.

## Fodnoter
1. ↑  Fighter: The World's Finest Combat Aircraft – 1914 to the Present Day
2. ↑  Feist 1993, p. 50.